# Simona Brambilla
Simona Brambilla, M.C. (Monza, 27 de marzo de 1965), es una religiosa católica italiana. Fue superiora general de las Hermanas Misioneras de la Consolata entre 2011 y 2023 y es actualmente prefecta del Dicasterio para los Institutos de Vida Consagrada y las Sociedades de Vida Apostólica, desde el 6 de enero de 2025.